# 拉巴拉山坳
拉巴拉山坳 (英語：Lhagba La) 或拉帕拉山坳 (英語：Lhakpa La) ，意思为“风口”，是一个6,849-（22,470-英尺） 的 山坳，距离珠穆朗玛峰约7 km（4.3 mi），位于西藏自治区珠穆朗玛峰东北部，连接卡达普峰 (向东峰)及Lhakpa Ri山脊，是卡达冰川(Kharta Glacier)到东绒布冰川的过渡段，由于其陡峭，它不适合作为登山路线。
直到1921年英国珠穆朗玛峰侦察探险队在勘测登山路线时发现并命名了它，当地居民才知道它。
拉巴拉山坳是卡达冰川的起点，卡达冰川融化形成卡达藏布(卡达曲)，是朋曲的支流，流入尼泊尔称阿龙河。卡达藏布沿着山谷向东下降到卡达。山坳西侧是从珠穆朗玛峰向北流淌的东绒布冰川。位于山坳下500（1,600英尺）和西南不到1（0.62英里）的拉巴池，据报道是世界第二高的湖泊。
当时乔治·马洛里和Guy Bullock试图到达北坳时，他们并不知道从绒布出发的路线。相反，他们从东边接近，却发现卡达冰川没有延伸到北坳。登山队最终不得不越过山坳并下降约460（1,500英尺）到达东绒布冰川，然后上升到北坳 
他们的发现使1922年英国珠穆朗玛峰侦察探险队能够从北方采取更直接的路线。现在通过北坳尝试珠穆朗玛峰的探险队通常会到达东绒布冰川，因此根本不会到达拉巴拉山坳。
众所周知的雪人脚印是世界上第一次在这个地区发现的，大概是在 19 世纪初。后来通过媒体曝光。 “雪人”(Yeti)的这个谜团仍未解开。

珠穆朗玛峰一带的地理情况草图

卡达地区周边生态环境草图

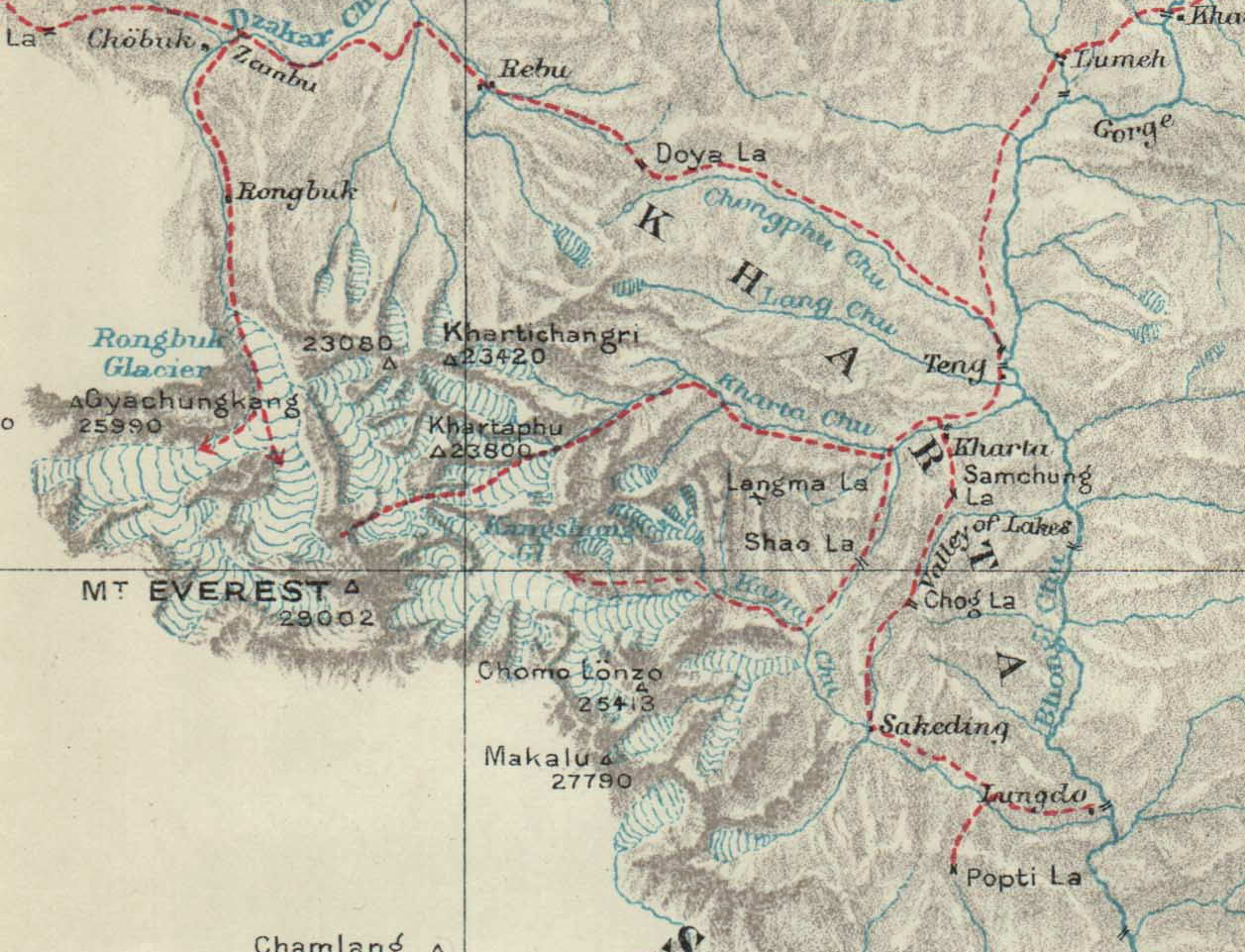
西藏卡达地区到达拉巴拉山坳, 1921年英国珠穆朗玛峰侦察探险队路线